# گوستاوو وترستروم
گوستاوو وترستروم (سوئدی: Gustav Wetterström؛ ۱۵ اکتبر ۱۹۱۱ – ۱۶ نوامبر ۱۹۹۱) یک بازیکن فوتبال اهل سوئد بود.